# A tres metres sobre el cel (pel·lícula)
A tres metres sobre el cel (castellà: Tres metros sobre el cielo) és una pel·lícula espanyola dirigida per Fernando González Molina i protagonitzada per Mario Casas, Álvaro Cervantes, María Valverde i Marina Salas. Basada en la novel·la homònima de l'escriptor italià Federico Moccia, es va estrenar el 3 de desembre de 2010. Va ser una dels films amb més ingressos de l'any a Espanya.

## Argument
La trama gira al voltant de dos personatges: Hugo Olivera Hache (Mario Casas) i Bárbara Alcázar Babi (María Valverde). Hache és un jove motorista rebel: indisciplinat, temperamental, competitiu, provocador i amb un passat tempestuós. D'altra banda, Babi és la definició d'una «noia bé»; una adolescent acomodada, innocent i capritxosa, però decidida, amb uns pares sobreprotectors.
El film comença amb Hache que surt d'un judici, acusat de picar el nuvi de la seva mare. Mentrestant, Babi acudeix, com és habitual, a l'escola, un col·legi privat de noies. En aquest moment, Hache i Babi tenen la seva primera trobada.
Hache es reuneix amb els seus amics motoristes, entre els quals hi ha Pollo (Álvaro Cervantes), el seu millor amic. Per la seva banda, Babi celebra una festa a casa d'una amiga, on acudeix amb la seva germana Daniela (Nerea Camacho). Un dels amics d'Hache decideix «convidar-secola» a la festa privada, on els motoristes s'equilitxen. Hache i Babi tornen a trobar-s'hi. Hache comença a provocar-la i acaba llançant-la a la piscina de la casa, la qual cosa enfada Babi i diverteix Hache. En aquesta mateixa festa, Pollo coneix Katina (Marina Sales), la millor amiga de Babi.
Mentre tornava a casa en el cotxe del seu exnuvi, els motoristes d'Hache comencen a assetjar-los a mig de l'autopista. Hache pica l'exnuvi de Babi, que se'n va, per la qual cosa Hache ha de portar-la a casa seva. L'endemà, Hache acompanya Pollo a buscar Katina a l'institut, la qual cosa acaba en la tercera trobada entre Hache i Babi. Katina a la fi sortirà amb ell.
Els pares de Babi li comuniquen que Hache ha estat denunciat per les lesions que li va provocar a un transeünt mentre perseguia l'ex-nuvi de Babi. Per una sèrie de circumstàncies, Babi acudeix al lloc on els motoristes es concentren per organitzar carreres il·legals, la qual cosa desemboca en la quarta trobada entre Hache i Babi, on ell la denúncia que li va ocòrrer. En les carreres que celebren, els motoristes corren amb una noia lligada a llur esquena; Babi es puja a la moto de Chino (Luis Fernández), el rival d'Hache, i corre contra aquest. La carrera és interrompuda quan es produeix un accident i arriba la policia.
Com que ha d'escapar, Hache torna a dur Babi a casa seva, i tenen una primera trobada romàntica. En els següents dies, Hache i Babi continuen veient-se, fins que un dia Hache decideix anar a buscar-la a la sortida de l'institut per portar-la de viatge. Durant el mateix, Babi descobreix que va ocórrer en el passat i que tant turmenta Hache: la seva mare es ficava al llit amb el seu veí, la qual cosa va provocar que Hache el va picar i després se'n va anar de casa per a viure amb el seu germà major, Alex (Diego Martín). Finalment, Hache i Babi arriben a una platja, on passen un dia romàntic junts.
Hache i Babi comencen a sortir junts i ella ja l'acompanya a les concentracions de motoristes. Una vegada, Babi hi té una baralla amb Mara (Andrea Dur), un antic «rotllo» d'Hache que està enamorada d'ell. Aquesta mateixa nit, Babi es tatua la inicial d'Hache en el melic. Mentrestant, el pare de Babi, Claudio, acudeix a casa d'Hache per conèixer-lo. El pare de Babi està al corrent de la relació que mantenen tots dos i mostra la seva desconfiança, però Hache confessa que està enamorat d'ella i que ha reëixit canviar-se. En tornar a casa, el seu germà Alex el reprèn en assabentar-se de la carrera il·legal.
En tornar a l'escola, la seva professora descobreix les faltes d'assistència injustificades de Babi, la qual cosa implica la seva expulsió, que es pot evitar gràcies a una «donació» al centre que fa la seva mare. Aquesta s'oposa a la relació de Babi amb Hache i fa el possible per trencar-la. En assabentar-se del que pretén la seva professora, Hache l'amenaça i segresta el seu gos. Després, Hache duu Babi a una casa a la platja abandonada amb la qual ella sempre va somiar; Hache i Babi s'hi fiquen al llit junts per primera vegada.
De tornada a casa, Hache té problemes quan Mara roba un anell de la mare de Babi en colar-se a la seva casa, la qual cosa li causa una baralla amb Chino en intentar recuperar-lo. També, Babi s'assabenta que Hache va segrestar el gos de la seva professora; farta del comportament d'Hache, Babi decideix que tots dos han de donar-se una pausa.
Babi celebra el seu divuitè aniversari. Hache encara té pendent la seva carrera de revenja amb Chino, però decideix presentar-se a la festa de Babi d'improvís. Pollo decideix córrer per ell, amb Katina lligada a la seva esquena. Durant la carrera, Pollo cau de la moto i mor. Hache i Babi, que ballaven a la festa, han de córrer al lloc de l'accident, on veuen el cadàver de Pollo. Babi acusa Hache d'haver causat la mort del seu amic, el respon colpejant-la. Se'n van cadascú pel seu costat.
Després d'un temps sense veure's, Hache descobreix que Babi ha començat a sortir amb un conegut seu i tracta de posar-se en contacte amb ella, però tant Babi com la seva mare ho eviten. Hache decideix que és temps de passar pàgina i se'n va a treballar a Londres. Es troba amb Alex a la platja en la qual va estar amb Babi. En aquest moment, s'adona que ell i ella ja s'havien conegut feia molt temps. Alex, que sempre havia estat el «responsable» dels dos, es puja amb ell a la moto i es perden en l'horitzó de la carretera.

## Repartiment
- Mario Casas: Hugo «Hache» Olivera Castro.
- María Valverde: Bárbara «Babi» Alcázar
- Marina Salas: Katina Herreruela
- Álvaro Cervantes: Pollo
- Andrea Duro: Mara
- Luis Fernández "Perla": Chino
- Nerea Camacho: Daniela «Dani» Alcázar
- Diego Martín: Alejandro «Álex» Olivera
- Pablo Rivero: Gustavo
- Cristina Plazas: Rafaela (mare de Babi)
- Jordi Bosch: Claudio Alcázar (pare de Babi)
- Cristina Dilla: Mare d'Hache
- Joan Crosas: Pare d'Hache
- Víctor Sevilla: El Ventura
- Daniel Casadellà: El Palote
- Danny Herrera: El Travolta

## Rodatge
El rodatge, presentat anteriorment al Festival de Màlaga, es va iniciar el 10 de maig de 2010 a Barcelona, durant vuit setmanes. Els diversos escenaris que serveixen de marc per a la pel·lícula són el port de la ciutat, la sala Razzmatazz o el parc de la Ciutadella.

## Recaptació
La pel·lícula va ser la producció espanyola amb la major recaptació en el seu primer cap de setmana en taquilla amb 2.099.601 € i 323.515 espectadors. Tres setmanes després de l'estrena, rsdevé la pel·lícula espanyola més taquillera del 2010, per sobre d'Els ulls de Júlia i Que se mueran los feos, i va superar el milió d'espectadors. 3MSC, com també se la coneix, va finir l'any 2010 amb 8.464.994 euros recaptats i 1.331.895 espectadors. Al llarg del 2011 (fins al 30 de juny), i sumat a l'anterior, frega els 10 milions d'euros en recaptació. En total va acumular 9.881.471€.

## Continuació
A causa del gran èxit de la pel·lícula, la seva productora, Antena 3 Films, va encarregar la seqüela, que té el mateix nom que la segona novel·la de Federico Moccia: Tengo ganas de ti.
Els protagonistes de la pel·lícula van ser Mario Casas i Clara Lago, i es va encarregar novament de l'adreça Fernando González Molina. La pel·lícula es va estrenar el 22 de juny de 2012 als cinemes d'Espanya.

## Premis i nominacions
Goya
| Any  | Categoria           | Persona       | Resultat |
| ---- | ------------------- | ------------- | -------- |
| 2010 | Millor guió adaptat | Ramón Salazar | Nominat  |

Premis Fotogramas de Plata
| Any  | Categoria              | Persona     | Resultat |
| ---- | ---------------------- | ----------- | -------- |
| 2010 | Millor actor de cinema | Mario Casas | Nominat  |

Premis Capital
| Any  | Categoria               | Persona     | Resultat   |
| ---- | ----------------------- | ----------- | ---------- |
| 2011 | Millor actor            | Mario Casas | Guanyador  |
| 2011 | Millor actriu revelació | Andrea Dur  | Guanyadora |

Setmana del Cinema de Melilla
| Any  | Categoria                                         | Resultat  | Ref   |
| ---- | ------------------------------------------------- | --------- | ----- |
| 2011 | Premi del Públic a la Millor pel·lícula espanyola | Guanyador | [ 8 ] |